# Utetheisa delunulata
Utetheisa delunulata là một loài bướm đêm thuộc phân họ Arctiinae, họ Erebidae.